# Émeutes de 1937 à Maurice

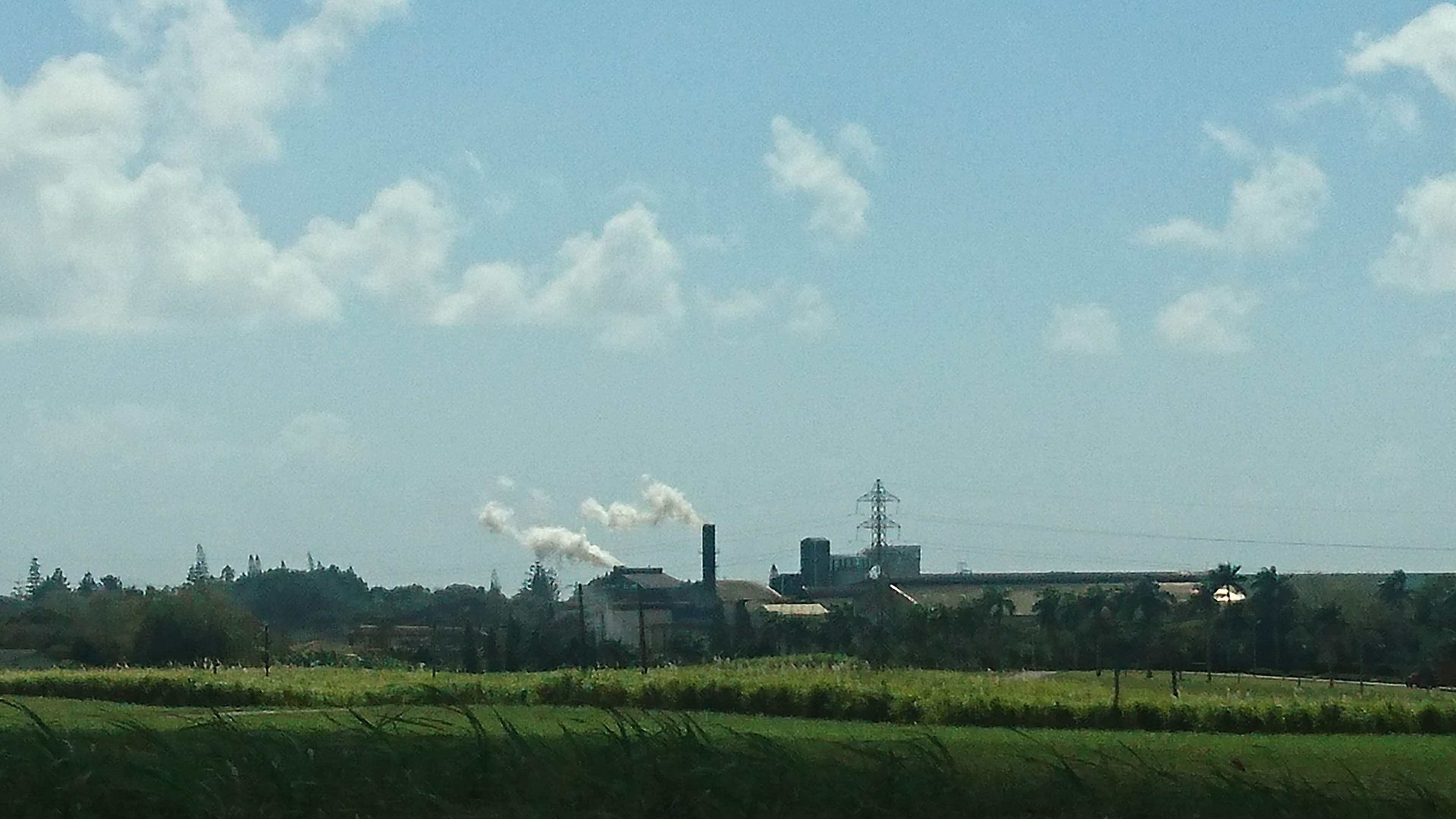
La sucrerie de l'Union Flacq Estate où les émeutes se sont déroulées (ici en 2018).

Les émeutes de 1937 à Maurice désignent des émeutes et affrontements violents conduits par de petits producteurs de canne à sucre vendant habituellement leurs productions à la sucrerie de l'Union Flacq Estate (UBA), survenus à partir du 13 août 1937, aux abords de la sucrerie de l'Union Flacq Estate dans le nord de l'actuel district de Flacq, puis dans d'autres endroits de l'île. 
Le bilan est de quatre morts et de six blessés.

## Histoire
Le déclencheur des émeutes est le suivant : une des variétés de canne à sucre nommée Saccharum sinense achetée aux producteurs par l'Union Flacq Estate a vu le prix offert aux producteurs, subitement chuté.
Un des meneurs le Pandit Sahadeo est mis en détention tandis qu'Emmanuel Anquetil, un autre meneur, est exilé à Rodrigues.